# Імені Бактибая Жолбарисули сільський округ
Імені Бактиба́я Жолбарисули́ сільський округ (каз. Бақтыбай Жолбарысұлы ат.а. ауылдық округі, рос. имени Бактыбая Жолбарысулы сельский округ) — адміністративна одиниця у складі Єскельдинського району Жетисуської області Казахстану. Адміністративний центр — село імені Бактибая Жолбарисули.
Населення — 8312 осіб (2021; 8257 у 2009, 7757 у 1999, 8278 у 1989).
Станом на 1989 рік існувала Крупська сільська рада (села Єльтай, Крупське, Отгонне животноводство, Утенай, Ферма № 3).

## Склад
До складу округу входять такі населені пункти:
| Населений пункт                  | Населення, осіб (1989) | Населення, осіб (1999) | Населення, осіб (2009) | Населення, осіб (2021) |
| -------------------------------- | ---------------------- | ---------------------- | ---------------------- | ---------------------- |
| Єльтай, село                     | 1468                   | 1678                   | 1860                   | 2268                   |
| імені Бактибая Жолбарисули, село | 6274                   | 5722                   | 5858                   | 5714                   |
| Отгонне животноводство, село     | 57                     | -                      | -                      | -                      |
| Отенай, село                     | 383                    | 357                    | 539                    | 330                    |
| Ферма № 3, село                  | 57                     | -                      | -                      | -                      |